# Crimen sollicitationis (singolo)
Crimen sollicitationis è il primo singolo estratto dall'album Lágrimas y gozos del gruppo ska punk spagnolo Ska-P. È stato pubblicato il 5 settembre 2008.  Della canzone è stato girato anche un videoclip ufficiale.
Un suo verso dà il titolo all'album in cui è contenuta.
Il titolo della canzone si riferisce al caso Crimen Sollicitationis.

## Formazione
- Pulpul (Roberto Gañan Ojea) - voce, chitarra
- Joxemi (Jose Miguel Redin Redin) - chitarra, voce
- Julio  (Julio Cesar Sanchez) - basso, voce
- Kogote (Alberto Javier Amado) - tastiere, voce
- Luismi - batteria, percussioni
- Pipi (Ricardo Degaldo de la Obra) - voce, showman